# Clair de lune (nouvelle, octobre 1882)
Pour les articles homonymes, voir Clair de lune (homonymie) et Clair de lune (nouvelle, juillet 1882).
Clair de lune est une nouvelle de Guy de Maupassant, parue en 1882.

## Historique
Clair de lune est initialement publiée dans la revue Gil Blas du 19 octobre 1882, sous le pseudonyme Maufrigneuse, puis dans le recueil Clair de lune en 1883.  
L'auteur a écrit une nouvelle homonyme, parue le 1er juillet 1882 dans Le Gaulois.

## Résumé
L’abbé Marignan est un grand prêtre maigre et fanatique, sans hésitation dans sa croyance : tout l’univers est ordonné par Dieu dans une logique absolue et admirable. Pour lui, la femme est une source de haine inconsciente, un être qu'il faut approcher avec précaution, et leur besoin d’amour l’exaspère et l’incommode.
Avec sa nièce, les choses ne se passent pas comme il voudrait. Bien qu'il essaie de l’amener vers le Seigneur, elle l’écoute distraitement. Lorsqu'il apprend par commérage qu’elle a un amoureux qu’elle va retrouver le soir, il entre dans une fureur telle qu’il décide de les surprendre sur le fait, armé d’un bâton.
À dix heures du soir, il sort mais est saisi par le clair de lune, qui baigne son verger d’une douce lumière. Tout est beau sous le clair de lune, une œuvre de Dieu qui l'attendrit. Quand il voit sa nièce avec un homme qui la tient par le cou, il se sent de trop. Cette belle nuit apaise sa colère, reconnaissant là l'œuvre de Dieu.

## Éditions
- Clair de lune, dans Maupassant, Contes et Nouvelles, texte établi et annoté par Louis Forestier, éditions Gallimard, Bibliothèque de la Pléiade, 1974  (ISBN 978 2 07 010805 3).